# آني فينش
آني فينش (بالإنجليزية: Annie Finch)‏ هي لغوية وكاتِبة ومؤلفة ومترجمة وشاعرة أمريكية، ولدت في 31 أكتوبر 1956 في نيو روتشيل في الولايات المتحدة.